# Derek Townsley
Pour les articles homonymes, voir Townsley.
Derek Johnstone Townsley  est un footballeur anglais né le 21 mars 1973 à Carlisle. Il évoluait au poste de défenseur.

## Biographie
Derek Townsley joue en première division écossaise avec les clubs de Motherwell et Hibernian.
Il dispute 97 matchs en première division, inscrivant 15 buts.
Il joue également en Angleterre avec le club d'Oxford United.